# Ricardo Pessoa
Ricardo Pessoa, né le 5 février 1982 à Vendas Novas, est un footballeur portugais, reconverti entraîneur.

## Carrière
Né à Vendas Novas, dans le district d'Évora, Pessoa commence sa carrière professionnelle à Vitória de Setúbal, où il est peu utilisé pendant ses quatre années au club de Sado River. Il dispute 20 matches en 2004, après un an d'absence, mais il ne dispute que dix matches dans cette catégorie en trois saisons.
Au cours de l'été 2005, Pessoa revient en deuxième division et s'engage pour le Portimonense SC, devenant dès le départ un starter incontesté et finalement capitaine. Au cours de la campagne 2009-10, il marque six buts - tout en disputant les 30 matches de championnat -, l'équipe de l'Algarve ayant retrouvé le meilleur niveau après 20 ans.